# Palazzo della Ribeira
Il Palazzo della Ribeira (Paço da Ribeira in portoghese) fu la residenza ufficiale dei re del Portogallo per circa 250 anni. Il Palazzo venne edificato tra la fine del XV secolo e gli inizi del XVI secolo, subendo varie modifiche nel corso della sua storia. Fu distrutto dal terremoto di Lisbona del 1755. L'area nella quale si trovava è attualmente occupata da Praça do Comércio.

## Storia
Durante il Medioevo, quando i re portoghesi si trovavano a Lisbona, risiedevano nel cosiddetto Paço da Alcáçova, inserito nel complesso difensivo del Castello di São Jorge. Tra il Quindicesimo e il Sedicesimo secolo, le esplorazioni marittime durante l'Età delle Scoperte fecero di Lisbona un'importante città portuale in costante crescita e fulcro del commercio tra il nascente Impero Portoghese e l'Africa e, successivamente, l'India e il Brasile. In questo contesto storico, re Manuele I decise, nel 1498, di costruire un nuovo palazzo reale nella zona chiamata Ribeira das Naus, prospiciente il fiume Tago, dove avevano sede i principali cantieri navali portoghesi. 
La costruzione del Palazzo della Ribeira fu completata attorno al 1503. Tuttavia già nel 1508 il re promosse ulteriori lavori di ampliamento del palazzo (terminati nel 1510), affidandone la direzione a Diogo de Arruda.
Re Manuele I e la sua corte, privilegiando il Palazzo della Ribeira, scelsero di risiedere vicino al centro commerciale e industriale della città. Le aree attorno al palazzo furono occupate dal porto, dai cantieri navali, da uffici doganali e da altre costruzioni dove avevano sede gli organi amministrativi e logistici dell'Impero portoghese.
La costruzione iniziale occupò il lato ovest di una vasta zona presso il fiume, dove sarebbe poi sorta l'attuale Praça do Comércio. Il palazzo era in stile manuelino (tardo gotico portoghese) e presentava una serie di gallerie arcate di chiara derivazione rinascimentale lungo la sua facciata. La torre del Palazzo più vicina al fiume fu successivamente trasformata in una terrazza dalla quale si poteva apprezzare l'intensa attività nel porto di Lisbona, situato nel Mar da Palha (il mare interno costituito dalla foce del fiume Tago). Il Palazzo aveva inoltre un giardino privato con alberi da frutto e verdure. Il primo piano del palazzo era occupato dalla Casa da Índia, fulcro del commercio portoghese d'oltremare e dalla sala dei ricevimenti principale, chiamata Sala dos Tudescos. Altri organi amministrativi di grande importanza che avevano le proprie sedi nel palazzo erano il Desembargo do Paço, il Tribunal da Mesa da Consciência e Ordens, la Junta dos Três Estados. 
Il Paço da Alcáçova, la vecchia residenza reale portoghese, venne quasi completamente distrutto in seguito al terremoto di Lisbona del 1531, mentre il nuovo Palazzo della Ribeira subì solo danni minori. 

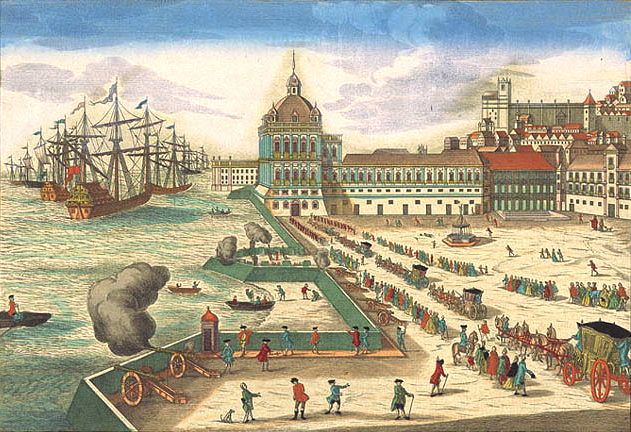
Vista del Terreiro do Paço e del Palazzo agli inizi del diciottesimo secolo. La principale caratteristica della costruzione è la larga torre di stile manierista presso il fiume.

La Corona portoghese passò a Filippo II di Spagna (Filippo I di Portogallo) nel 1580, in seguito alla guerra di successione portoghese. Il re spagnolo risiedette con la sua corte a Lisbona fino al 1583, valutando la possibilità di trasferirvi la capitale dell'impero. In questo periodo vennero introdotti vari cambiamenti e ampliamenti nel Palazzo, sotto la direzione dell'italiano Filippo Terzi. L'intero palazzo fu rinnovato in stile manierista. In particolare, Filippo ordinò la ricostruzione della torre del re, situata presso il fiume e in origine costruita in stile manuelino, che venne trasformata in una struttura monumentale di cinque piani in stile manierista. Essa dominava il paesaggio urbano del Terreiro do Paço e venne destinata ad ospitare un osservatorio e una biblioteca, tra le più vaste in Europa. L'interno del palazzo venne abbellito con opere d'arte di pregio, realizzate su committenza da artisti quali Correggio, Rubens e Tiziano. 
In seguito alla partenza di Filippo II il palazzo della Ribeira divenne la sede ufficiale del consiglio del Portogallo e la residenza dei viceré del Portogallo.
Il Palazzo della Ribeira fu associato ad alcuni tra i più importanti eventi della storia moderna portoghese. Il più rilevante tra questi fu la presa del Palazzo il primo dicembre del 1640 da parte dei cosiddetti Quaranta congiurati, i quali dichiararono decaduta la sovranità degli Asburgo in Portogallo (iniziata nel 1580), acclamando i Braganza quali nuovi sovrani e ponendo agli arresti la viceregina Margherita di Savoia. Da tale evento sarebbe scaturito il lungo e tormentato conflitto (guerra di restaurazione portoghese) che avrebbe opposto il regno del Portogallo alla Spagna, conclusosi nel 1668 con il riconoscimento dell'indipendenza lusitana. 

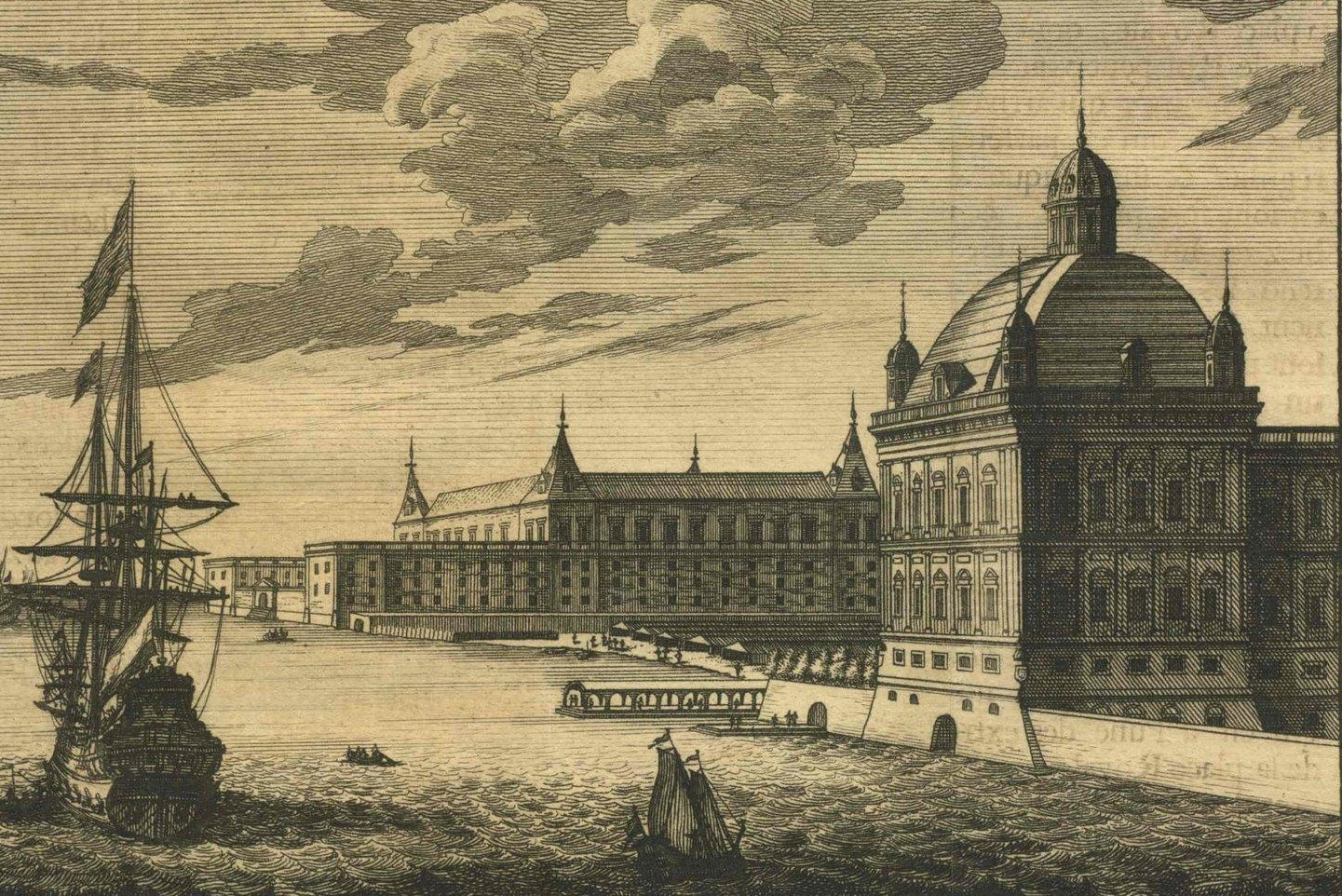
Il Palazzo della Ribeira con la torre di Filippo Terzi in primo piano e il Palazzo Corte Real sullo sfondo, riconoscibile per le quattro torri angolari

Nel 1640 la nuova famiglia reale portoghese entrò in possesso della dimora, adiacente al palazzo della Ribeira, nota come Palácio Corte Real, espropriata alla famiglia dei marchesi di Castelo Rodrigo. Il Palácio Corte Real venne integrato nel complesso palaziale destinato ad accogliere la famiglia reale, divenendo l'abitazione dell'infante Pietro, futuro Pietro II del Portogallo. In seguito venne da questi assegnato alla Casa do Infantado.
Giovanni V del Portogallo investì grandi somme - provenienti dalle miniere d'oro nel Brasile coloniale - per ingrandire e abbellire il Palazzo della Ribeira. L'originale cappella manuelina fu trasformata in una magnifica chiesa barocca, e al Palazzo venne aggiunta un'ala parallela alla precedente, destinata a ospitare la regina, progettata da Antonio Canevari. Più tardi nel corso del secolo, re Giuseppe I costruì il Regio Teatro Lirico presso il Palazzo, progettato dall'italiano Giovanni Carlo Galli da Bibbiena.
Il Regio Teatro Lirico (Ópera do Tejo), inaugurato nel 1755, durò solo alcuni mesi. Il primo di novembre dell'anno 1755, un forte terremoto, il conseguente maremoto e un vasto incendio distrussero il Palazzo e la maggior parte di Lisbona. Re Giuseppe I non si trovava nel Palazzo e sopravvisse al disastro. Il suo primo ministro, il Marchese di Pombal, coordinò una massiccia opera di ricostruzione che diede vita all'attuale quartiere della Baixa Pombalina. La famiglia reale abbandonò la zona del palazzo ormai distrutta e si trasferì in una struttura temporanea in legno, la Real Barraca, situata nella località collinare di Ajuda, dove si stabilì anche la corte, ospitata in tende. Sul sito occupato dalla Real Barraca, andata a sua volta distrutta in seguito a un incendio nel 1794, venne costruito il Palácio Nacional da Ajuda.
Dalla vecchia Piazza del Palazzo (Terreiro do Paço) è nata una nuova piazza, la Praça do Comércio, punto nevralgico della Baixa. Le due torri ora presenti agli angoli della piazza evocano nella forma la vecchia torre manierista del Palazzo della Ribeira. Nell'area dove sorgeva il Palazzo sono sorti diversi edifici, che ospitano numerosi ministeri del governo portoghese, nonché poli museali (il Museu da Cerveja e il Torreão Poente, facente parte del Museu de Lisboa) e il caffè storico Martinho da Arcada (in passato luogo di ritrovo di artisti e scrittori).